# Metti i pantaloni a Philip
Metti i pantaloni a Philip (Putting Pants on Philip), anche noto come Philip deve mettere i pantaloni, è un cortometraggio del 1927 diretto da Clyde Bruckman.
È il film in cui nasce la coppia di Stanlio e Ollio, anche se i due non si chiamano ancora in questo modo; cominceranno ad esser chiamati così in Lasciali ridendo, girato agli inizi del 1928.

## Trama
L'onorevole Piedmont Mumblethunder riceve una lettera da sua sorella che vive in Scozia con cui l'avvisa che sta per giungere negli Stati Uniti suo figlio Philip, il nipote che egli non ha mai visto e gli raccomanda pure di sorvegliare bene il giovanotto perché ha un debole per le belle ragazze per le quali stravede. Sul molo, mentre è in attesa del nipote, Piedmont assiste ad una scena oltremodo comica quando il medico del porto prende a visitare un giovanotto in kilt appena sceso da una nave insieme ad un altro anziano scozzese. Il giovane, infatti, mal volentieri coopera con il dottore ed i due arrivano letteralmente ad accapigliarsi quando il sanitario gli mette le mani sulla testa per verificare la presenza di pidocchi tra i capelli. Tutto questo avviene tra l'ilarità generale dei presenti, soprattutto di Piedmont che si chiede chi mai potrebbe incontrare un tipo come quello. Terminata, in qualche modo, la visita medica, il giovane scozzese, che è proprio Philip, grazie ad una foto che ha con sé, riconosce tra la folla lo zio che ancora continuava a ridere di lui. È, pertanto, con notevole imbarazzo che Piedmont, accoglie il nipote, tra le risate di tutti. Una volta allontanatisi dalla folla, Piedmont si rende subito conto di cosa veramente interessi il nipote. Infatti, appena Philip scorge una bella "flapper" non si trattiene più: inizia a saltare e si lancerebbe all'inseguimento della ragazza se lo zio non lo trattenesse. Piedmont, inoltre,  dice al nipote che, essendo lui un uomo molto conosciuto in città, dovrà camminare dietro di lui, in modo che la gente non pensi egli stia insieme ad un giovanotto con il gonnellino. Obbediente, Philip ci prova ma il suo inconsueto abbigliamento suscita una notevole curiosità fra i passanti che, sempre più numerosi, iniziano a seguirlo. Quanto si è radunata una vera e propria folla, Piedmont cerca di allontanarla, anche chiedendo aiuto ad un poliziotto. A complicate tutto, inoltre, vi sono le apparizioni ripetute della bella ragazza che fanno allontanare Philip ogni volta e lo zio ogni volta è costretto a cercarlo, cosa, comunque, abbastanza facile perché la presenza del giovanotto è sempre segnalata dall'accorrere della gente, incuriosita dal suo aspetto. Tocca, quindi allo zio, tirarlo fuori dagli assembramenti che si vanno costantemente formando intorno a Philip ed anche quando camminano insieme, i due sono seguiti da una folla di curiosi. Il clou si raggiunge quando Philip si sofferma sul marciapiede proprio sopra una grata della metropolitana da cui fuoriesce un soffio potente di aria che fa sollevare il suo kilt davanti a tutti gli uomini e le donne che lo seguono causando risate a non finire ma quando, in seguito ad uno sternuto, causato da una sniffata di tabacco, i mutandoni a quadri di Philip vanno giù, la successiva folata di vento dalla grata mostra all'improvvisato pubblico molto di più  e le risate si trasformano in malessere per due signore che, addirittura, svengono. Tocca a Piedmont dare spiegazioni all'immancabile poliziotto, riprendere e fare indossare le mutande al nipote e condurlo da un sarto per acquistargli dei pantaloni. Prendere le misure, però, risulta difficilissimo per il sarto perché ogni volta che accosta il metro alla gamba di Philip, questi inizia a dimenarsi rendendo impossibile l'operazione. Dopo svariati tentativi, anche usando la forza, alla fine, Piedmont riesce a comunicare al sarto la misura necessaria. Ben presto i nuovi pantaloni vengono consegnati al giovane, il quale, mandato, dentro un camerino a indossarli, vede dalla finestra passare la solita ragazza e si dilegua per inseguirla. Accortosi della fuga di Philip, lo zio lo va a riprendere e sale con lui su un bus ma ancora una volta la vista della ragazza induce Philip a inseguirla e lo zio a ritrovarlo, sempre aiutato dall'assembramento di curiosi che si crea intorno al giovane scozzese. Finalmente, durante un momento senza gente intorno, zio e nipoti vedono, per l'ennesima volta la ragazza e lo zio, per accontentare il nipote, le si rivolge galantemente dicendole dell'ammirazione del nipote per lei ma la ragazza dopo avergli dato una "schicchera" sul naso si allontana altezzosa. Philip prende in giro lo zio per l'esito dell'approccio e vuole dimostragli che sa fare di meglio. Così, quando la ragazza esita a scendere dal marciapiede perché sulla strada vi è una vasta pozza fangosa, Philip, si toglie il kilt e lo depone davanti alla ragazza per permetterle di attraversare senza infangarsi le scarpe, secondo "un antico uso scozzese". La ragazza, però, da vera americana indipendente, con tre rapidi balzi supera l'ostacolo senza approfittare della cortesia del giovanotto che rimane trasecolato. A ridere questa volta è lo zio che, a sua volta, si appresta ad attraversare la strada ma quando mette un piede sopra il kilt, la pozzanghera si rivela molto più profonda del previsto, inghiottendo per intero Piedmont che poi riemerge tutto inzuppato mentre la gente accorre, questa volta, per ridere di lui.

## Curiosità
- Questo film è stato prodotto dalla Metro Goldwyn Mayer in collaborazione con la Pathé Exchange
- Negli anni '80, in Italia è stata distribuita una versione "sonorizzata" dalla RAI, con le voci di Enzo Garinei e Giorgio Ariani, e commento musicale di Piero Montanari.